# Luisa Galindo
Luisa Galindo nació en Ciudad de México, México, el 11 de agosto de 1992, es una actriz y modelo mexicana. Es conocida por interpretar a Liliana Regueiro en la bioserie mexicana de la cantante Gloria Trevi, titulada Ellas soy yo: Gloria Trevi el cual le valió muchos elogios por su actuación.

## Trayectoria

### Telenovelas
| Año       | Título                               | Personajes                    |
| --------- | ------------------------------------ | ----------------------------- |
| 2023      | Gloria Trevi: Ellas soy yo           | Liliana Regueiro              |
| 2020      | Como tú no hay dos                   | Paola                         |
| 2019-2020 | El dragón                            | Pilar                         |
| 2019      | La reina soy yo                      | Wendolyn "Wendy" Ríos (joven) |
| 2018      | La piloto                            | Liana                         |
| 2018      | José José, el príncipe de la canción | Perla                         |

### Series de televisión
| Año  | Título                    | Personajes                  |
| ---- | ------------------------- | --------------------------- |
| 2024 | El Conde: amor y honor    | Teresa                      |
| 2023 | Archivo muerto            | Erica                       |
| 2022 | El rey: Vicente Fernández | Raquel                      |
| 2022 | Cómo sobrevivir soltero   | Nicole                      |
| 2021 | Esta historia me suena    | Violeta; Ep: "Ya te olvidé" |
| 2020 | Como dice el dicho        | Varios personajes           |

### Cine
| Año  | Película                             | Personajes           |
| ---- | ------------------------------------ | -------------------- |
| 2022 | Mamá para rato                       | Chica en conferencia |
| 2020 | Veinteañera: Divorciada y fantástica | Natalia              |